# Gajine (Bośnia i Hercegowina)
Gajine (serb. Душевине) – wieś w środkowo-wschodniej Bośni i Hercegowinie, w Federacji Bośni i Hercegowiny, w kantonie sarajewskim, w gminie Ilijaš.

## Położenie
Wieś położona jest w odległości około 40 km na północny wschód od stolicy gminy- Ilijaš i około 40 km na północ od Sarajewa. 5 km na wschód od miejscowości przebiega granica z Republiką Serbską. Według regionalizacji fizycznogeograficznej Europy, zgodnej z uniwersalną klasyfikacją dziesiętną, przedstawioną w 1971 roku, wieś położona jest na obszarze megaregionu Półwysep Bałkański, prowincji Góry Dynarskie.

## Klimat
Miejscowość położona jest w strefie klimatu umiarkowanego przejściowego między klimatem kontynentalnym a śródziemnomorskim. Charakterystycznymi cechami tego klimatu są bardzo mroźne zimy i upalne lata. Dodatkowo zimą występują bardzo silne wiatry.

## Demografia
W 1991 roku wieś zamieszkiwały 172 osoby, w tym 93 osoby deklarujący przynależność do Muzułmanów z narodowości (Boszniaków), 74 Serbów i 4 Jugosłowian. Od 1961 roku następowały następujące zmiany liczby ludności wsi Gajine:
| Rok             | 1961 | 1971 | 1981 | 1991 |
| Liczba ludności | 228  | 222  | 203  | 172  |